# Phalera albifrons
Phalera albifrons är en fjärilsart som beskrevs av Walker 1862. Phalera albifrons ingår i släktet Phalera och familjen tandspinnare. Inga underarter finns listade i Catalogue of Life.